# Jochem Schindler
Jochem Schindler (* 8. November 1944 in Amstetten; † 24. Dezember 1994 in Prag) war ein österreichischer Indogermanist. Trotz einer relativ geringen Anzahl an Publikationen trug er wesentlich zur Entwicklung neuer Theorien in seinem Arbeitsfeld bei. Dies betraf insbesondere die indogermanische Ursprache und die Bedeutung des Ablautes im Indogermanischen.

## Schriften (Auswahl)
- Tocharische Miszellen. In: Indogermanische Forschungen 72 (1967), S. 239–249. ISSN 0019-7262.
- Das Wurzelnomen im Arischen und Griechischen. Diss., Würzburg 1972.